# Конти (Сім'ятицький повіт)
Конти (пол. Kąty) — село в Польщі, у гміні Дідковичі Сім'ятицького повіту Підляського воєводства.
Населення — 370 осіб (2011).
У 1975-1998 роках село належало до Білостоцького воєводства.

## Демографія
Демографічна структура станом на 31 березня 2011 року:
|          | Загалом | Допрацездатний вік | Працездатний вік | Постпрацездатний вік |
| -------- | ------- | ------------------ | ---------------- | -------------------- |
| Чоловіки | 175     | 37                 | 120              | 18                   |
| Жінки    | 195     | 51                 | 113              | 31                   |
| Разом    | 370     | 88                 | 233              | 49                   |